# Theobald Graf Khuen
Theobald Graf Khuen (* 6. Februar 1879 in Eppan, Südtirol; † 10. Oktober 1954 in Starnberg) war ein deutscher Kommunalpolitiker Südtiroler Herkunft.
Graf Khuen entstammte dem Südtiroler Adelsgeschlecht der Khuen von Belasy. Theobald Graf Khuen war vom 15. Januar 1943 bis zum 31. Dezember 1943 Landrat des Landkreises Starnberg.
Der Ehe mit Flora geb. Putzer von Reibegg (* 1895) entstammten fünf Söhne.